# San Luis Potosí Challenger 1984
Il San Luis Potosí Challenger 1984 è stato un torneo di tennis facente parte della categoria ATP Challenger Series nell'ambito dell'ATP Challenger Series 1984. Il torneo si è giocato a San Luis Potosí in Messico dal 16 al 22 aprile 1984 su campi in terra rossa.

## Vincitori

### Singolare
Tim Wilkison ha battuto in finale  Javier Contreras con il punteggio di 6–2, 6–2.

### Doppio
Juan Hernández /  Francisco Maciel hanno battuto in finale  Ross Case /  Chris Dunk con il punteggio di 6–4, 6–2.